# Discours de Noël d'Olof Palme
Le discours de Noël d'Olof Palme, diffusé à la radio suédoise le 23 décembre 1972, est l'un des temps forts du premier gouvernement Palme et de l'opposition à la guerre du Viêt Nam en Occident. Le Premier ministre suédois y critique en des termes très durs les bombardements américains sur Hanoï, qu'il compare à plusieurs massacres perpétrés notamment pendant la Seconde Guerre mondiale. Ces propos provoquent la colère des États-Unis, qui déclarent persona non grata l'ambassadeur suédois à Washington Yngve Möller. Les relations entre les deux pays ne reprennent leur cours normal qu'en mars 1974.

## Contexte

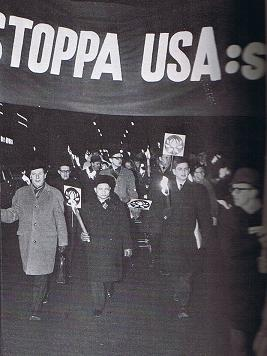
Olof Palme, alors ministre de l'Éducation, manifeste aux côtés de l'ambassadeur nord-vietnamien à Moscou Nhuyen Tho Chyan en février 1968.

La guerre du Viêt Nam provoque d'importants remous dans les relations diplomatiques entre la Suède et les États-Unis. Olof Palme, alors ministre des Communications, critique la politique vietnamienne de Washington dans un discours tenu à Gävle en juillet 1965. En février 1968, c'est en tant que ministre de l'Éducation qu'il défile, aux côtés de l'ambassadeur nord-vietnamien à Moscou, lors d'une manifestation contre la guerre organisée à Stockholm. Les États-Unis rappellent immédiatement leur ambassadeur en Suède William Heath, qui n'est de retour dans la capitale suédoise qu'un mois plus tard. En janvier 1969, la Suède est le premier pays occidental à établir des relations diplomatiques avec le Nord-Viêt Nam. En signe de protestation, la toute nouvelle administration Nixon attend février 1970 avant de nommer un ambassadeur en Suède.
Le 18 décembre 1972 marque le coup d'envoi par les États-Unis de l'opération Linebacker II, une campagne de bombardements intensifs du Nord-Viêt Nam et de sa capitale Hanoï. Plus de 20 000 tonnes de bombes sont déversées pendant les douze jours de l'opération, causant la mort de plus de 1 500 civils. C'est au sixième jour des bombardements que Palme choisit de s'exprimer.

## Le discours
Une première version du texte, préparée par Anders Ferm, est retravaillée par Palme qui communique la version finale par téléphone à l'agence de presse suédoise TT. Le discours est diffusé pendant le journal de la mi-journée à la radio nationale,.
L'allocution est brève. Palme y affirme que les bombardements américains n'ont d'autres objectifs que de contraindre le Nord-Viêt Nam à la soumission. Il conclut :

« Voilà pourquoi ces bombardements sont un crime. L'histoire moderne en est jonchée. On les associe souvent à un nom : Guernica, Oradour, Babi Yar, Katyń, Lidice, Sharpeville, Treblinka. [...] Aujourd'hui s'ajoute un nouveau nom à cette liste : Hanoï, Noël 1972. »

Les « crimes » cités par Palme sont : le bombardement de Guernica (Espagne, 1937), les massacres d'Oradour-sur-Glane (France, 1944), de Babi Yar (Ukraine, 1941), de Katyń (Russie, 1940), de Lidice (Tchécoslovaquie, 1942), de Sharpeville (Afrique du Sud, 1960) et le camp d'extermination de Treblinka (Pologne, 1942-43).

## Conséquences
Les propos de Palme font rapidement le tour du monde. Les États-Unis se déclarent indignés, notamment par le parallèle fait avec le régime nazi. En réaction, la Maison-Blanche fait savoir qu'Yngve Möller, fraichement appointé ambassadeur de Suède à Washington, n'est pas le bienvenu. Aux questions des journalistes qui lui demandent s'il considère Nixon comme l'égal d'Hitler, Palme répond qu'il ne compare pas les hommes, mais les actes. Il faut attendre mars 1974 pour assister à une normalisation des relations entre les deux pays, et mai 1974 pour qu'un nouvel ambassadeur de Suède soit nommé à Washington.
L'impact de l'allocution de Palme sur le cours du conflit a été débattu. Selon le conseiller du président Nixon Henry Kissinger, les États-Unis n'ont reçu, lors des bombardements, aucune critique émanant de pays « dont l'opinion leur importait ». Auteur d'une biographie d'Olof Palme, le journaliste Björn Elmbrant estime que le discours du Premier ministre n'a probablement eu aucun impact sur la conduite de la guerre par les États-Unis.